# Heide-Ehrenpreis
Der Heide-Ehrenpreis (Veronica dillenii), auch als Dillenius-Ehrenpreis bezeichnet, ist eine Pflanzenart in der Familie der Wegerichgewächse (Plantaginaceae).

## Beschreibung

### Vegetative Merkmale
Der Heide-Ehrenpreis wächst als einjährige krautige Pflanze. Er ist eng mit dem Frühlings-Ehrenpreis (Veronica verna) verwandt und unterscheidet sich von diesem unter anderem durch die dunkelblaue Färbung der Blüten und die insgesamt kräftigere Gestalt. Der oft rötlich überlaufene, stielrunde Stängel erreicht Wuchshöhen zwischen 5 und 30 Zentimetern. Er wächst aufrecht und ist einfach oder aber auch ästig verzweigt. Im oberen Teil ist er drüsig-zottig behaart. Beim Trocknen wird die ganze Pflanze schwarz.
Die fast kahlen, drüsig bewimperten und nur am Rande etwas borstig behaarten Laubblätter sind etwas fleischig und trübgrün gefärbt. Die untersten Laubblätter sind kurz gestielt, eiförmig und eingeschnitten gesägt. Die übrigen Laubblätter sitzen direkt am Stängel und besitzen linealisch-längliche Abschnitte, die nochmals fiederig eingeschnitten sind.

### Generative Merkmale
Der Heide-Ehrenpreis blüht vorwiegend in den Monaten April und Mai. Die Blüten sitzen in tief herab reichenden traubigen Blütenständen. Der Blütenstiel ist kürzer als der Kelch. Die zwittrigen Blüten besitzen eine doppelte Blütenhülle. Die Blütenkrone hat einen Durchmesser von etwa 5 Millimetern und ist tief azurblau gefärbt. 
Die Fruchtstiele besitzen eine Länge von etwa 1 bis 2,5 Millimetern. Die flachgedrückte, drüsig behaarte, rundlich-nierenförmige Kapselfrucht ist seicht ausgerandet. Der Griffel besitzt eine Länge von etwa 1 bis 1,5 Millimetern und überragt die Ausrandung der Frucht deutlich. Die Fächer der Kapselfrucht enthalten meist 9 bis 13 etwa 1,5 Millimeter große Samen.
Die Chromosomenzahl beträgt 2n = 16.

## Vorkommen und Gefährdung
Der Heide-Ehrenpreis kommt vom mittleren Ost- bis Südosteuropa und von Südeuropa über Mitteleuropa bis nach Schweden vor, darüber hinaus in Westasien, Zentralasien, im Kaukasusraum und in Sibirien. Er ist ein gemäßigt-kontinentales Florenelement und in Mitteleuropa selten. In Deutschland tritt der Heide-Ehrenpreis häufiger nur im östlichsten Deutschland auf, darüber hinaus ist er sehr selten. Er wurde in der Roten Liste der gefährdeten Pflanzenarten 1996 als gefährdet eingestuft. In Österreich kommt er sehr selten in den östlichen Bundesländern vor und ist zum größten Teil stark gefährdet. In der Schweiz ist er sehr selten im Wallis und Graubünden anzutreffen.
Veronica dillenii wächst auf Trockenrasen, in Sandheiden, in Kiefernwäldern und auf Äckern. Er gedeiht am besten auf trockenen, kalkfreien, flachgründigen Steinverwitterungsböden. Er ist in Mitteleuropa eine Charakterart des Verbandes Sedo-Veronicion.

## Taxonomie
Die Erstveröffentlichung von Veronica dillenii erfolgte durch Crantz. Das Artepitheton dillenii ehrt den deutschen Botaniker Johann Jacob Dillen (1687–1747).

## Bilder

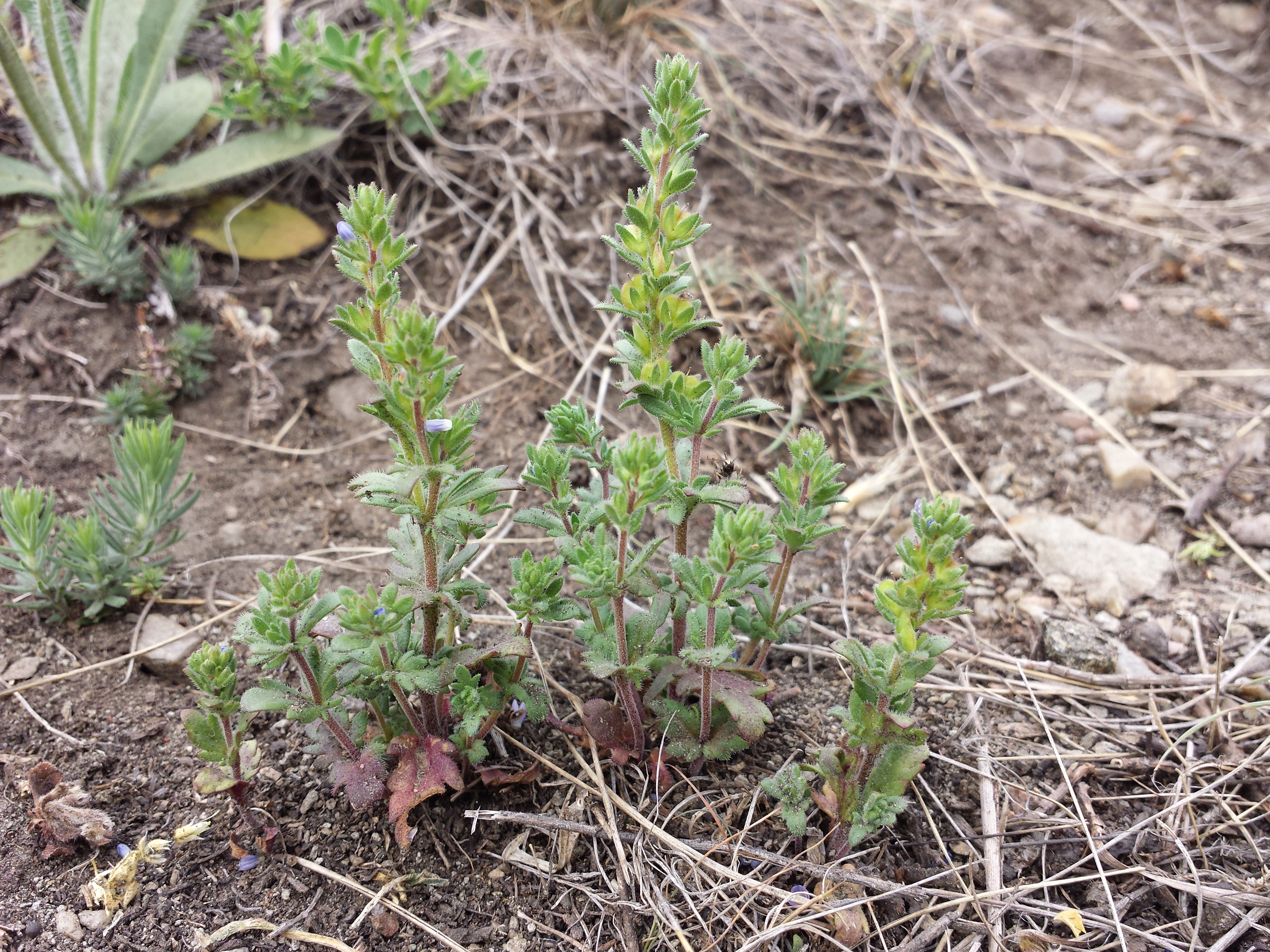
Habitus
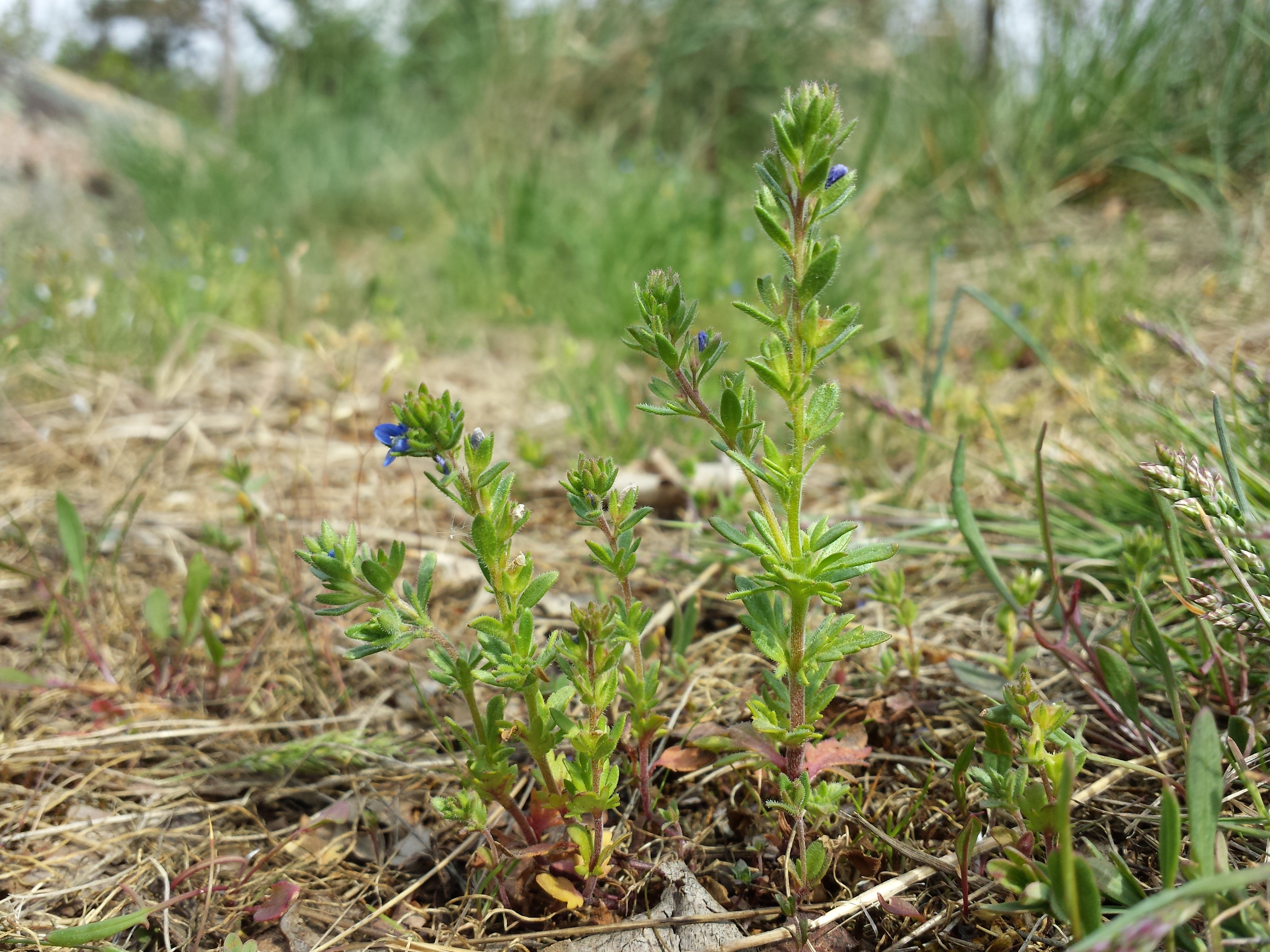
Habitus
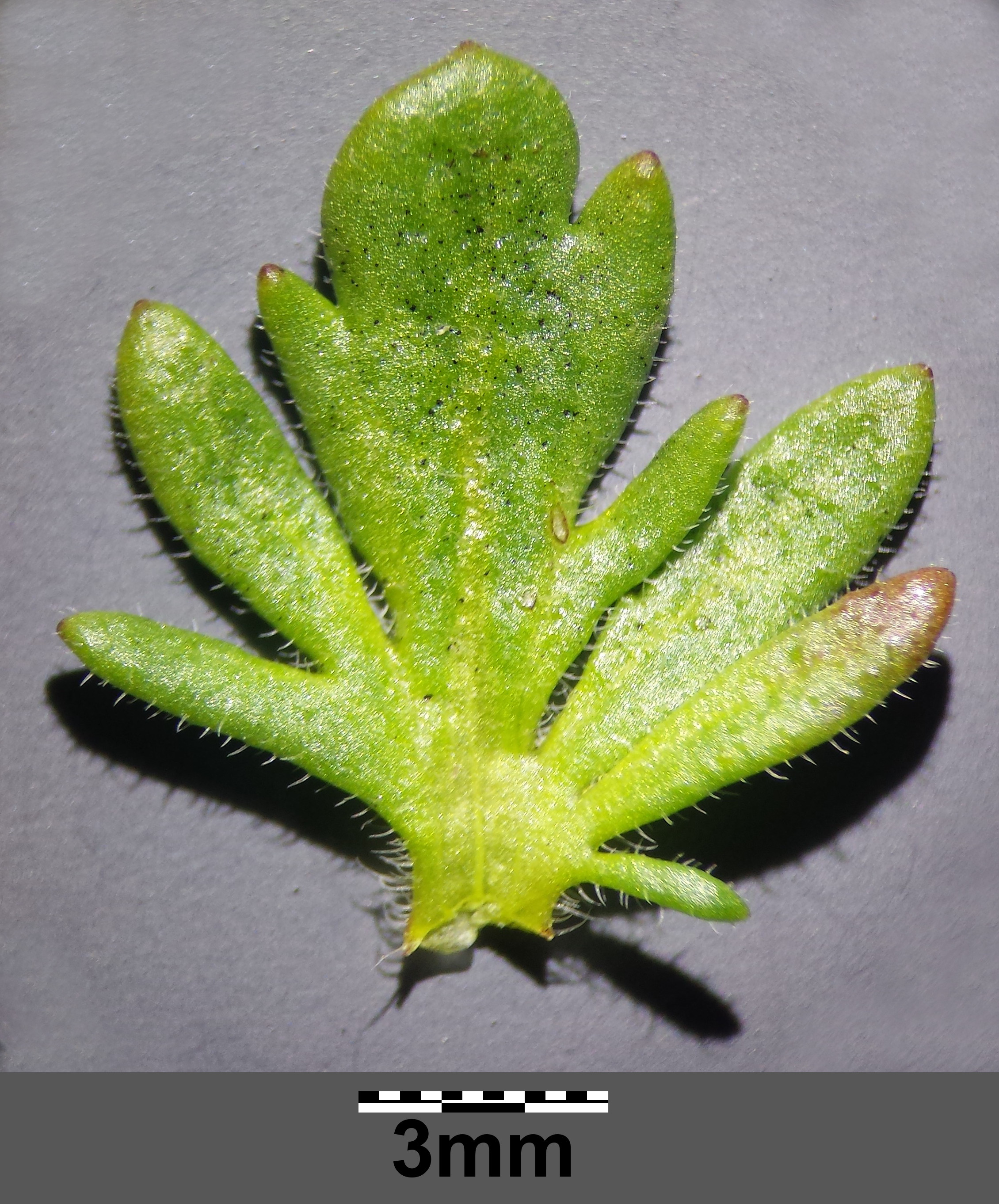
Die mittleren und oberen Laubblätter sind fiederspaltig bis fiederschnittig.
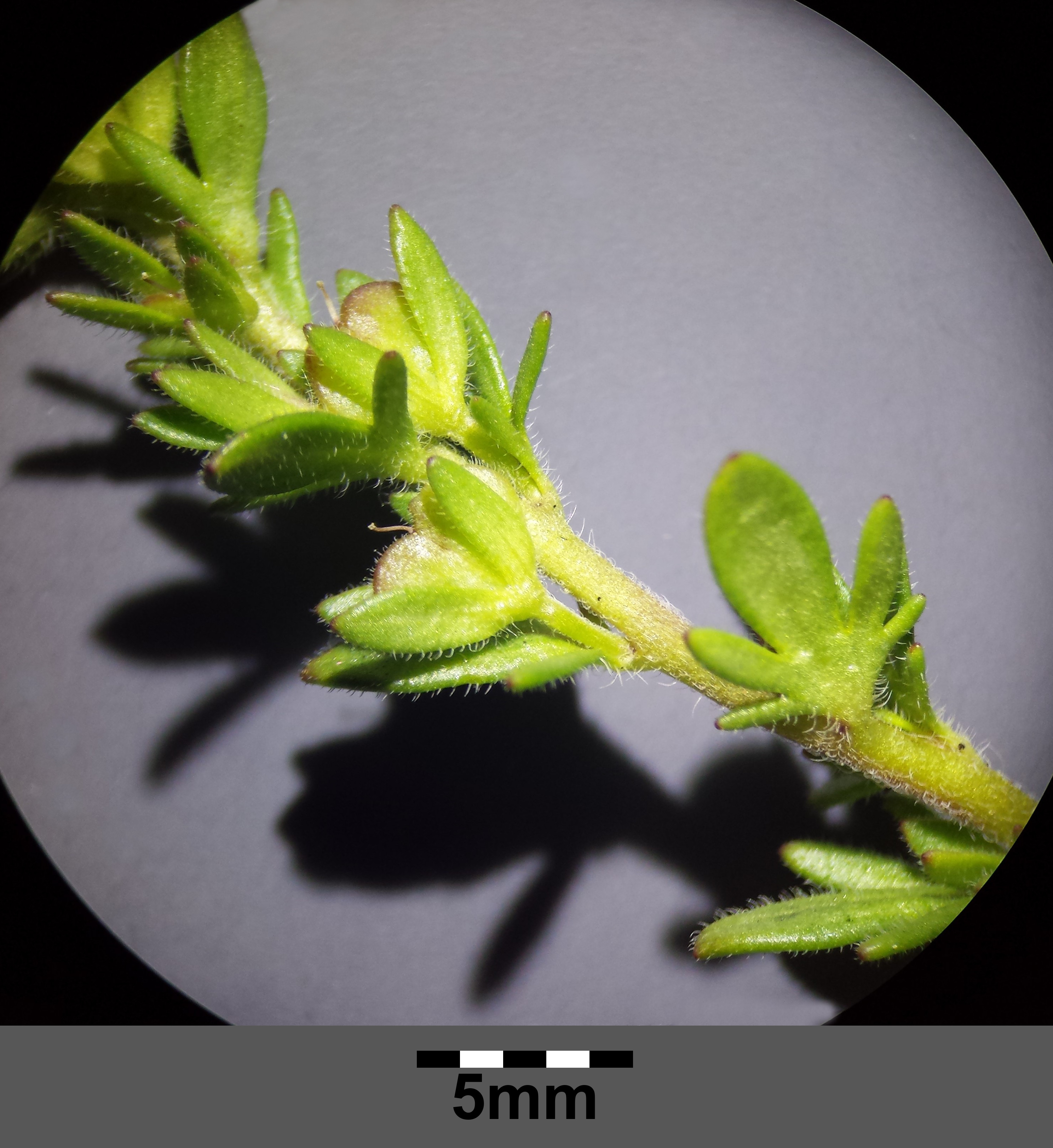
Fruchtstand
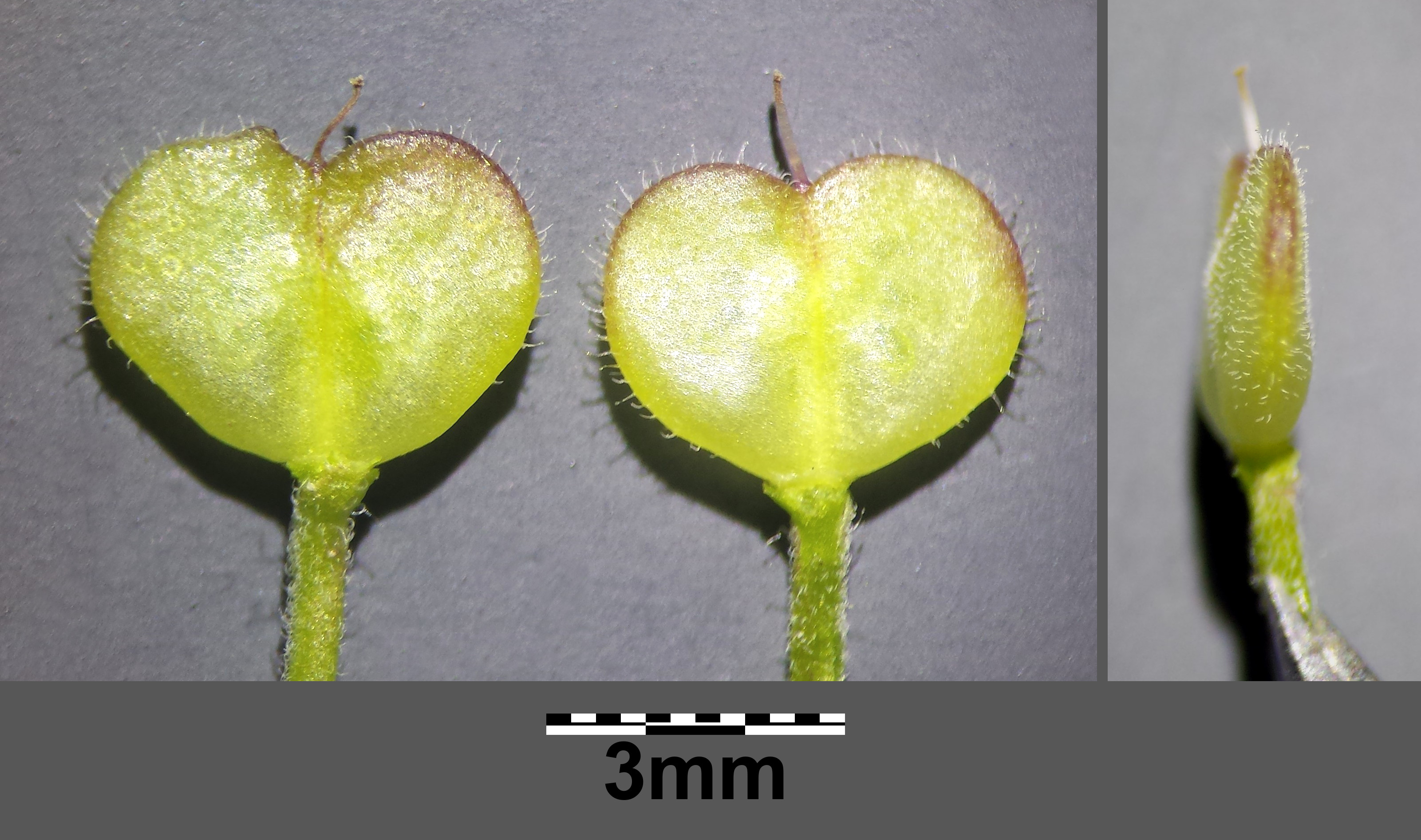
Die Früchte sind außen dicht kurz-flaumig behaart, der Griffel überragt die Kapselbucht weit.